# Hulda Skoglund-Lindblom
Hulda Skoglund-Lindblom (i riksdagen kallad Skoglund-Lindblom i Sundsvall), senare gift Lalander, född 29 januari 1896 i Sköns församling i Västernorrlands län, död 31 mars 1982 i Trollhättan, var en svensk politiker (socialdemokrat). 
Hulda Skoglund-Lindblom kom från Sundsvall.
Hon satt i Sveriges riksdags andra kammare från 1941 till 1944, invald 1940 från Västernorrlands läns valkrets. Hon och Judith Olsson blev de första kvinnor som valdes in till riksdagen från Västernorrland.